# Arjan Haenen
Arjan Haenen (Deurne, 12 juli 1987) is een Nederlandse handbalcoach en voormalig handballer. Sinds 2018 is Haenen assistent-coach bij MT Melsungen.

## Biografie
Haenen begon op 7-jarige leeftijd met handbal bij Bevo HC. In 2009 gaat hij weg bij Bevo HC en naar vertrekt Duitsland. 
Na het ontslag van hoofdtrainer Michael Roth van het Duitse MT Melsungen in 2018, werd Haenen doorgeschoven als assistent-trainer van het team. Haenen was in dat jaar al van plan om te stoppen met het spelen van handbal op hoog niveau. In 2021 werd Haeren tijdelijk hoofdcoach van MT Melsungen. Dit kwam tot stand dat de club Gudmundur Gudmundsson ontslagen heeft.